# NGC 1828
NGC 1828 (другое обозначение — ESO 56-SC54) — рассеянное скопление в созвездии Золотой Рыбы, расположенное в Большом Магеллановом Облаке. Открыто Джоном Гершелем в 1834 году. Описание Дрейера: «тусклый, маленький объект круглой формы, первый из трёх», под другими двумя объектами подразумевается NGC 1830 и NGC 1835. 
Возраст скопления составляет около 60 миллионов лет, в скоплении содержится аномально яркая звезда.
Этот объект входит в число перечисленных в оригинальной редакции «Нового общего каталога».